# Sybra consobrina
Sybra consobrina là một loài bọ cánh cứng trong họ Cerambycidae.